# Jagged Alliance
Jagged Alliance è un videogioco di ruolo strategico sviluppato da Madlab Software e pubblicato da Sir-tech nel 1995 per MS-DOS. Nel 2009 ne venne realizzata una versione per Nintendo DS.
Il gioco fu il primo capitolo di una omonima serie, infatti ad esso seguirono Jagged Alliance: Deadly Games (1996) e Jagged Alliance 2 (1999). Il gioco venne distribuito sia in versione floppy disk che CD-ROM; quest'ultima contiene alcune scene animate e il parlato digitale dei personaggi.

## Trama
Il gioco - ambientato nell'epoca contemporanea - si svolge sull'isola immaginaria di Metavira, un ex sito utilizzato per test nucleari negli anni cinquanta del XX secolo. I test modificarono geneticamente alcuni alberi sull'isola, e alcuni anni più tardi uno scienziato, Brenda Richards, durante una missione scientifica sul posto, scoprì che tali alberi - noti come alberi paglierini - producono una linfa unica che si dimostra essere una grande risorsa medica.
Tuttavia, Brenda ha anche scoperto che gli alberi non possono riprodursi. Il suo assistente, Lucas Santino, resosi conto del potenziale profitto generato dalla sostanza prodotta dagli alberi, riesce a convincere Jack Richards, capo della missione scientifica e padre di Brenda, che sarebbe utile avere due squadre scientifiche indipendenti, al fine di accelerare la ricerca. Santino stabilisce così una nuova base sull'altro lato dell'isola, iniziando a reclutare guardie ed assumendo gradualmente il controllo l'isola con la forza.
All'inizio del gioco, il giocatore viene contattato da Jack Richards e invitato sull'isola. Lì, Brenda e Jack chiedono al giocatore di ingaggiare dei mercenari attraverso l'Associazione Internazionale di Mercenari (A.I.M.) per conquistare la zona dell'isola occupata dal malvagio Santino.

## Modalità di gioco
Il giocatore inizia la partita nel suo alloggio. Il tempo è scandito da giornate, che iniziano alle 07:00 e terminano alle 19:00. Nella sua stanza, il giocatore può caricare e salvare il gioco, modificare le impostazioni, contattare l'A.I.M. per assumere nuovi mercenari e infine andare a letto, avanzando il giorno dopo.  Il gioco termina solo che dopo tutti i settori sono stati conquistati, o dal giocatore o da Santino.
Ogni mercenario a disposizione ha una personalità unica; ci sono diversi personaggi che amano lavorare con alcuni e detestano altri, per tale motivo essi possono rifiutarsi di entrare nella squadra del giocatore. Alcuni mercenari, dopo che siano stati assunti, potrebbero in seguito lamentarsi di lavorare insieme ad altri. In ogni caso essi potranno anche disertare l'incarico, durante la notte, e fuggire da Metavia. Inoltre alcuni potrebbero rifiutarsi di compiere determinate azioni sul campo di battaglia; ciò può essere imputato a vari fattori, come ad esempio basso morale. Ognuno di essi ha poi quattro attributi - salute, agilità, destrezza, saggezza - e quattro le abilità: medicina, esplosivi, meccanica e mira. La salute determina il danno importo un mercenario può prendere e, insieme con agilità, determina quanti punti d'azione a disposizione, la destrezza influenza l'esito delle azioni nell'utilizzo di armi e altri oggetti, la saggezza permette un maggiore aumento dell'esperienza e l'interpretazione di alcune situazioni sul campo, l'abilità medica indica l'abilità e la velocità nel curare le ferite, quella degli esplosivi indica il grado di perizia nel maneggiare gli stessi, infine quella meccanica indica l'abilità nel riparare oggetti, nel combinarli, e nello scassinare serrature.
A seconda delle frequenza di certe azioni compiute, i mercenari possono diventare più abili in certe attività (un mercenario effettui spesso attività di pronto soccorso potrebbe migliorare la sua abilità medica), così come pure se feriti possono vedere compromesse alcune capacità fisiche (ad esempio una ferita ad un braccio può comportare la perdita di punti destrezza).
Ogni mercanario ha infine un livello di esperienza che influenza l'abilità generale e il suo salario, ad un aumento di livello equivale un aumento del salario, anche in proporzione alle varie abilità. Altri valori che determinano le prestazioni del mercenario sono, oltre la salute (rappresentata da una barra rossa), il morale (rappresentato da una barra verde) e l'energia (rappresentata da una barra blu). La prima tende a diminuire quando un mercenario viene ferito: queste vengono rappresentate dal colore giallo di cui si tinge la barra della salute, in proporzione al danno. Le ferite curate vengono rappresentate con il colore rosa. La barra si rigenererà, ridiventando del colore rosso col passare dei giorni, più velocemente se il mercenario viene lasciato a riposo.

### Schermata strategica
Quando il giocatore inizia una nuova giornata viene trasferito ad uno schermo che visualizza Metavira su una griglia quadrata. La mappa include informazioni quali il numero di alberi a riposo in ogni settore, se il settore è controllato dal nemico o dal giocatore, quante guardie e battitori ci sono in ogni settore. e le informazioni sul terreno. Il giocatore può anche decidere quali mercenari e quali attrezzature prendere e da quale settore di sua proprietà partire.
Mercenari, guardie e gli estrattori di linfa (gli unici che possono estrarre la sostanza degli alberi garantendo così i profitti necessari al giocatore) devono essere pagati e, se necessario, il giocatore può alzare il loro stipendio per renderli più felici e garantendosi una maggiore fedeltà e disponibilità degli stessi; ciò potenzialmente costituisce un buon deterrente alla loro diserzione che può verificarsi a seconda dell'andamento della partita. I mercenari possono essere lasciati alla base a riposo, per allenarsi nel migliorare le proprie abilità, ad effettuare riparazioni su armi o equipaggiamento o a curare altri mercenari feriti.
Di tanto in tanto, Jack o Brenda Richards possono contattare il giocatore e lo informano di un obiettivo importante, come ad esempio mettere in sicurezza una fonte di acqua pulita. Queste richieste possono essere ignorate, ma di solito fare ciò causa qualche tipo di ostacolo per il giocatore in un momento successivo.

### Schermata tattica
Dopo che il giocatore ha scelto i mercenari e l'equipaggiamento per prendere intraprendere una missione, l'azione si sposta nel settore prescelto per la partenza, ponendo una visuale dall'alto. Il giocatore può ora comandare direttamente i suoi mercenari sul campo e gli ordini di movimento, in tempo reale, entrando materialmente in un settore occupato dal nemico o spostarsi in un altro già liberato. Il giocatore può muovere i mercenari solo in un settore adiacente, ed ha a disposizione un singolo slot di salvataggio, durante il giorno.
Quando si entra in un settore occupato, il gioco passa in modalità a turni. Entrambe le parti effettuano le proprie mosse a turno; effettuando varie azioni per le quali si hanno a disposizione dei punti-azione, fino ad un massimo di 25. Il numero di punti azione è determinato da attributi del personaggio, soprattutto dall'agilità e dalla salute. A seconda dell'azione che si vuol compiere (muoversi, sparare, ecc.) si consumeranno un certo numero di punti Spostarsi su terreni più accidentati consumerà un maggior numero di punti azione, così come prendere la mira per sparare. I mercenari possono inoltre accovacciarsi per ripararsi, inoltre è anche possibile camminare all'indietro. La possibilità di colpire un avversario è influenzata da una serie di fattori, come le abilità del mercenario e dalla quantità di punti-azione spesi per un determinato atto. Il giocatore, durante le sue esplorazioni sull'isola dovrà fare i contro con diverse insidie, come campi minati e trappole esplosive di vario tipo, inoltre attraversando dei fiumi potrà essere aggredito da bisce d'acqua, che stritoleranno i personaggi, a meno che essi non riescano a liberarsi.
Un settore è conquistato quando tutti i nemici vengono uccisi o si perde quando tutti i mercenari del giocatore e/o le guardie e gli estrattori di linfa vengono uccisi o disertano. Prima della fine di una giornata, ossia le 19:00 il giocatore dovrà ritirarsi in uno dei settori sotto il proprio controllo, altrimenti l'azione sul campo si interromperà ed il gioco avviserà che i propri mercenari si stanno ritirando, tuttavia in tal caso ci sono grandi possibilità che i mercenari vengano feriti e/o uccisi.

### Equipaggiamento
C'è una grande varietà di oggetti nel gioco - alcuni di loro giocano un ruolo significativo nella trama - mentre altri si prestano ad uso diretto, altri ancora posso risultare utili se combinati con altri oggetti.
Tra gli oggetti a disposizione abbiamo giubbotti con un numero variabile di tasche (da 2 a 5) che consentono la capacità di trasporto sul campo, gilè antiproiettile ed elmetti in kevlar, occhiali da sole (utili per vedere ad una maggiore distanza), borracce (utili per rigenerare energia durante le faticose escursioni sotto il sole), kit di mimetizzazione, silenziatori e circa una decina di armi, tra cui varie pistole (Smith & Wesson modello 38, Colt .45, Beretta 92FS), un paio di fucili a pompa calibro 12, un paio di fucili d'assalto (M14 ed M16), vari tipi di esplosivi (dinamite, C-4, bombe a mano, mine) e anche mortai.
È infine possibile creare bombe molotov (che potranno essere fabbricate dal giocatore combinando quattro elementi: benzina, olio combustibile, recipienti di vetro e stracci). Inoltre alcune armi potranno essere modificate per avere una gittata maggiore o per migliorarne alcune caratteristiche. Nell'inventario alla base si possono avere una quantità illimitata di oggetti, ma il giocatore per poterli immagazzinare dovrà farli portare ai mercenari nei settori da lui occupati.

## Personaggi
I personaggi principali del gioco sono i mercenari, oltre alcuni personaggi non giocanti, Jack e Brenda Richards, e il principale antagonista, Lucas Santino, oltre ad un paio di nativi, che si potrebbero unire nel corso del gioco.

### Mercenari
Ci sono 60 mercenari tra cui scegliere, e il giocatore può reclutare ed utilizzare fino a otto mercenari alla volta. Alcuni mercenari possono rifiutarsi di lavorare per il giocatore se questi ha assunto altri con cui essi vadano in disaccordo, oppure aspettare l'andamento degli eventi valutando le prestazioni del giocatore; ognuno esperto in determinati campi.

### Nativi
Nel corso del gioco verranno anche offerti i servigi di due nativi, Helio e Hamous, ognuno con differenti abilità.

## La versione per Nintendo DS
Il 26 agosto 2008, la Empire Interactive annunciò lo sviluppo per una versioni per Nintendo DS, da parte di Strategy First e Cypron Studios.
Il gioco, inizialmente annunciato per 17 febbraio 2009, venne poi rinviato al 5 maggio 2009 negli Stati Uniti d'America, e il 26 giugno 2009 in Europa.
Il gioco si differenzia in molti aspetti, soprattutto grafici, dalla versione di MS-DOS. Gli oggetti sono resi in una scala grafica minore, e appaiono in quantità e in posti diversi rispetto alla mappa della versione originale. Presenta inoltre nuove tracce musicali e scene di intermezzo cinematografiche qualitativamente migliori dal punto di vista grafico. Tuttavia alcune caratteristiche sono state rimosse come la possibilità di camminare all'indietro, e gli agguati mortali dei serpenti acquatici.